# Adérito António Pinto Tilman

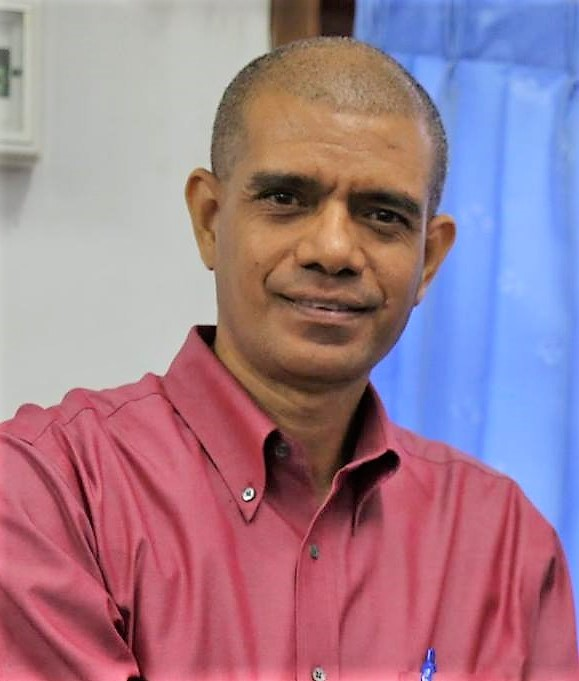
Adérito Antonio Pinto Tilman (2018)

Adérito António Pinto Tilman (* 9. Dezember 1973 in Bobonaro, Portugiesisch-Timor) ist ein osttimoresischer Beamter und Jurist. Von 2014 bis 2018 war er Kommissar der Comissão Anti-Corrupção (CAC).

## Werdegang
Tilman schloss 1999 ein Jurastudium an der staatlichen Universität Diponegoro (UNDIP) im indonesischen Semarang ab. Von Sérgio Vieira de Mello, dem UN-Sonderbeauftragter für Osttimor und Administrator des Landes während der UN-Verwaltung, wurde Tilman im Jahr 2000 zum Richter des Distriktsgerichts von Dili ernannt. Das Amt hatte er inne, bis er 2006 zum leitenden Staatsanwalt für den Distrikt Dili und 2011 für den Distrikt Baucau ernannt wurde. Parallel zu seiner Zeit in Dili unterrichtete Tilman auch an der Universidade da Paz (UNPAZ) und der Universidade de Díli (UNDIL). 2004 durchlief er eine juristische Fortbildung in Lissabon und 2005 in Dili. 2014 wurde Tilman zum Nachfolger von Adérito de Jesus Soares als Kommissar der CAC. Am 16. Juli 2018 lehnte das Nationalparlament Osttimors den Vorschlag der Regierung ab, die Amtszeit von Tilman um weitere vier Jahre zu verlängern. Abgeordnete aus dem Regierungslager forderten, dass für eine Wahl zwei Kandidaten aufgestellt werden müssen. Am 20. Juli präsentierte die Regierung als zweiten Kandidaten Sérgio Hornai. Tilman erklärte daraufhin am 18. September in einem Brief an das Parlament seinen Verzicht auf das Amt und kehrte als Staatsanwalt in das Justizministerium zurück. Hornai wurde am 15. Januar 2019 zum neuen CAC-Kommissar gewählt.

## Auszeichnungen
Am 17. Mai 2017 erhielt Tilman die Insignia des Ordem de Timor-Leste.